# 高麗年表
高麗年表（こうらいねんぴょう）では、高麗王朝と周辺国家の出来事を年表にまとめる。

## 890年 - 999年
| 年      | 高麗                                                   | 中国及び周辺国                                                                           | 高麗王 |
| 889年   | 弓裔 挙兵                                              |                                                                                          |        |
| 894年   |                                                        | 寛平六年新羅の賊、肥前・肥後を襲う                                                       |        |
| 901年   | 開城に国号を高句麗と称し建国（後高句麗）               |                                                                                          |        |
| 904年   | 弓裔 国号を摩震に改める                                |                                                                                          |        |
| 905年   | 弓裔、鉄円（江原道鉄原郡）に遷都して国号を泰封とする   |                                                                                          |        |
| 916年   |                                                        | 北方民族 契丹の遼 成立                                                                   |        |
| 918年   | 王建 弓裔を殺し、高麗建国                              |                                                                                          | 太祖   |
| 926年   | 渤海遺民を受け入れ。                                   | 北方民族 契丹の遼 渤海を滅ぼす。 契丹皇帝耶律阿保機は長子 耶律突欲を「東丹国」の王とする |        |
| 935年   | 新羅を征服                                             |                                                                                          |        |
| 936年   | 後百済を征服                                           |                                                                                          |        |
| 938年頃 |                                                        | 旧渤海（満洲）に烈万華（在位 938頃-979頃）が「定安国」を建国                             |        |
| 943年   |                                                        |                                                                                          | 恵宗   |
| 945年   | 王規(王式廉)の乱                                       |                                                                                          | 定宗   |
| 949年   |                                                        |                                                                                          | 光宗   |
| 956年   | 奴婢按検法                                             |                                                                                          |        |
| 960年   |                                                        | 宋（建国）                                                                               |        |
| 963年   | 高麗、宋の正朔を奉じる                                 |                                                                                          |        |
| 975年   |                                                        |                                                                                          | 景宗   |
| 976年   | 田柴科制                                               |                                                                                          |        |
| 979年頃 |                                                        | 定安国第2代王、烏玄明（在位 979頃 -989頃）即位                                           |        |
| 981年   |                                                        |                                                                                          | 成宗   |
| 983年   | 契丹、高麗を攻める。                                   | 遼、統和と改元し、国号を大契丹とする。                                                   |        |
| 985年   | 契丹、高麗を攻める。                                   |                                                                                          |        |
| 989年頃 |                                                        | 安定国第3代王 旧渤海国の王族である大氏が即位「後渤海国」と改名                           |        |
| 993年   | 遼が朝貢を求めて大規模な侵入。 高麗、契丹に使を遣わす｡ |                                                                                          |        |
| 994年   | 高麗国王・成宗 契丹に朝貢, 遼の正朔を奉じる            |                                                                                          |        |
| 997年   |                                                        | 高麗の賊が大挙して侵寇。多数の日本人を虐殺 長徳三年 高麗と「南蛮」の賊が攻め寄せた       | 穆宗   |
|         |                                                        |                                                                                          |        |

## 1000年-1199年
| 年     | 高麗 | 中国及び周辺国                                                                 | 高麗王 |
| 1009年 | 康兆の政変(康兆の乱)。武臣・康兆が王権交代を図るが、後に契丹に殺 される。                                                                                               |                                                                                |        |
| 1010年 | 第2次契丹（遼）の侵入『契丹の聖宗（位982～1031）が大軍で侵入』 高麗軍は首都開城を明け渡す。                                                                             |                                                                                |        |
| 1011年 | 高麗の顕宗 講和 |                                                                                |        |
| 1014年 | | 高麗の賊が九州に攻め寄せ、大宰府が討伐する。                                   |        |
| 1015年 | 遼の侵略 |                                                                                |        |
| 1016年 | 北宋から冊封 、朝貢, 北宋の正朔を奉じる |                                                                                |        |
| 1018年 | 後渤海国滅亡。 遼を一時撃退。 |                                                                                |        |
| 1019年 | 第3次契丹（遼）の侵入 | 刀伊の入寇(50余隻の船団が来襲し、壱岐、対馬、筑前糸島、 志摩・早良諸郡で殺戮） |        |
| 1020年 | 高麗と遼の間に講和、朝貢, 遼の分暦 |                                                                                |        |
| 1022年 | 契丹の正朔を奉じる。再び契丹に服属 |                                                                                |        |
| 1033年 | 西北境に長城の築造（-1034年） |                                                                                |        |
| 1037年 | 契丹の侵略 |                                                                                |        |
| 1039年 | 奴婢従母法 |                                                                                |        |
| 1046年 | 長子相続法 |                                                                                |        |
| 1076年 | 田柴科制 |                                                                                |        |
| 1097年 | | 異賊船100隻が日本松浦・筑前に攻め寄せる。大宰府官兵・九州軍士こ れを撃退。     |        |
| 1107年 | 高麗睿宗 咸興平野の女真を攻撃し、九城を築く |                                                                                |        |
| 1115年 | | 女真 按出虎水の河畔で「金」を建国                                              |        |
| 1116年 | | 渤海人高永昌（在位 1116）「大渤海」を建国、皇 帝と称するも金に滅ぼさる。       |        |
| 1123年 | |                                                                                | 仁宗   |
| 1125年 | | 金、遼（契丹）を滅ぼす。                                                       |        |
| 1126年 | 李資謙の乱 →李資謙、王毒殺の嫌疑で霊光郡に流される。 高麗国王・仁宗 金に服属高麗は金国の藩となる（西夏藩・高麗藩・斉藩）                                                |                                                                                |        |
| 1127年 | | 金は宋都開封を陥落させて北宋王朝陥落                                           |        |
| 1135年 | 平壌（高麗藩の西京)で妙清の乱 僧の妙清は遷都賛成派、 遷都反対派の金富軾と激しく争う。遷都反対派(開城文臣)の勝利で決着。                                                 |                                                                                |        |
| 1138年 | | 金国 南宋国の臨安（杭州）紹興～明州（寧波）を陥落させる。                      |        |
| 1145年 | 朝鮮史書「三国史記」が完成 |                                                                                |        |
| 1146年 | |                                                                                | 毅宗   |
| 1157年 | | 金国 会寧から燕京へ遷都                                                        |        |
| 1170年 | 重臣の鄭仲夫が反乱を起こし（庚寅の乱）、毅宗を廃し明宗をたてる（武臣政権の始まり）。実権は鄭仲夫、慶大升、崔忠献らが握る。 毅宗は廃王となり、釜山沖の巨済島に流される。 |                                                                                | 明宗   |
| 1194年 | |                                                                                |        |
| 1196年 | 崔忠献が政権を掌握(武臣一族・李氏を滅ぼす） 1219年に崔忠献は死去するが、1258年まで4代62年の長きにわたって続く                                                           |                                                                                |        |
| 1197年 | 崔忠献 明宗を廃位 神宗を王位につける |                                                                                | 神宗   |
| 1198年 | 開城、私奴の万積らの反乱 溟州(江陵)、東京(慶州)、陜州等各地で反乱 |                                                                                |        |

## 1200年-1299年
| 年     | 高麗 | 中国及び周辺国 | 高麗王        |
| 1206年 | | テムジンがモンゴルを統一                                                                                             |               |
| 1213年 | | | 高宗          |
| 1218年 | モンゴル帝国と同盟 | |               |
| 1219年 | チンギス・カン、ジャラ（札剌）、カチン（何称）両名を一軍とともに派遣し、高麗、モンゴル軍と協力して、契丹族（黒契丹）を殲滅(江東城の勝利) | |               |
| 1225年 | 高麗に送ったモンゴルの使節ジョゴヨ（著古与）が殺害される事件。（鴨緑江事件） モンゴルと断交して対立する（→モンゴルの高麗侵攻）。 | |               |
| 1227年 | | 西夏、蒙古に滅ぼされる。                                                                                             |               |
| 1231年 | 8月29日 蒙古（後の元）の侵入が始まる。（第1次高麗侵入） モンゴル皇帝オゴデイ、サルタク・コルチ（撒里打火里赤）に命じ黒契丹鎮定時における協定履行を求める軍を派遣する。 高麗人洪福源、1500戸を率いてサルタクの軍に投降。 11月29日 蒙古、開京に至る。王は降伏。地方では抵抗が続く。(高麗史 巻22) 12月1日 蒙古と講和。宋、金を夾攻することを約定する。 高麗各地にモンゴル帝国の使臣72人からなる知事（達魯花赤、ダルガチ）を設置。 | |               |
| 1232年 | 崔氏は国王を連れて都を開城から江華島に移し抵抗。 達魯花赤72人全員が殺害される事件 | |               |
| 1233年 | | 蒙古 金の首都開封を攻略。                                                                                            |               |
| 1234年 | 蒙古軍 第3次高麗侵入 | 金朝滅亡 |               |
| 1235年 | 蒙古軍、再び高麗へ。第4次高麗侵入 同年春、オゴデイ主催によるカラコルムでのクリルタイにおいて、バトゥ以下の皇子たちによるヨーロッパ遠征、皇子クチュによる南宋遠征に加え、タングタイ（唐古）による高麗遠征が決議される。(『元史』巻2・太宗本紀、太宗7年乙未条 ) | |               |
| 1236年 | 蒙古軍、全羅道付近まで | |               |
| 1238年 | 蒙古軍、東京(慶州)まで | |               |
|        | 蒙古軍、第5次侵攻 | |               |
| 1241年 | 高宗、モンゴルとの講和を請い、貢賦を納めることに同意する。モンゴル側からカラコルムの宮廷に赴き、オゴデイの面前に謁して朝貢するよう要求されるも、旅中の困難を理由に抗弁し、代わりに永寧公綧を赴かせる。 | |               |
| 1247年 | 高麗、モンゴルへの貢納をやめる。 | |               |
| 1253年 | モンゴル皇帝モンケ、ジョチ・カサル家の王族イェグ（也古）らに高麗遠征を命じる。（『元史』巻3・憲宗2年冬10月条） | |               |
| 1254年 | 蒙古軍、第6次侵攻 「蒙古兵に捕らえられた者20万余り、殺された者数えきれず」 イェグ、高麗遠征軍司令の職を罷免され、ジャラルダイ（札剌児帯）が征東元帥に任じられる。（『元史』巻3・憲宗3年癸丑春正月条） | |               |
| 1256年 | 高麗、モンケに服属の使者を送る。 | |               |
| 1258年 | 武臣の金俊ら 親蒙古を掲げ、崔氏政権を倒し、蒙古へ降伏。 | |               |
| 1259年 | モンゴル（クビライ政権）に服属。 高宗の世子・倎（後の元宗）、南宋遠征中のモンケへの謁見を求めて華南へ至るも、モンケの崩御にともない上都開平府へ北還中のクビライに謁し、高麗国王位の安堵を受ける。 | | 元宗          |
| 1260年 | 5月13日、皇帝クビライ、高麗国王王倎（元宗）に詔諭を下して改めて高麗国王位に封じ、高麗における俘民とその逃戸を帰させ、モンゴル軍による掠奪を禁じさせる。（『元史』巻4・世祖本紀 中統1年夏4月己亥条） | 4月12日、世祖クビライ、上都開平府にてクリルタイを召集して即位                                                        |               |
| 1263年 | | 高麗、日本人の沿岸侵略禁圧を要請                                                                                     |               |
| 1268年 | 元との徹底抗戦を主張する武臣の林衍、金俊を暗殺、実権の掌握。元宗廃 位となるが元の力で復位 | クビライの命を受けた高麗の使者、起居舎人 潘阜がクビライおよび元宗の国書をもって大宰府へ来着 蒙古、南宋への攻撃を開始 |               |
| 1270年 | 高麗 「慈悲嶺」以北の広大な東寧路を奪われる。 蒙古 西京(平壌)に東寧府を設置 崔氏武臣政権下の軍（左別抄・右別抄・神義軍）解散を命じられるも拒否。 5月、三別抄将軍の裴仲孫、夜別抄の盧永禧らは宗室の承化江温を推戴し、江華島を本拠に独立。 6月、三別抄政権は西南の珍島(全羅南道)に移る。 | |               |
| 1271年 | 三別抄の勢力 全羅南道全域や慶尚南道の一部を掌握する。 6月 忠烈王 クビライの皇女、忽都魯掲里迷失（クトゥルク＝ケルミシュ）と婚姻の許諾を得る（元宗15年） 珍島の三別抄 陥落 | 蒙古、国号を「大元」と改める。                                                                                       |               |
| 1272年 | 忠烈王 クビライに日本侵略を提言。軍船の造船を申し出る。 | |               |
| 1273年 | 三別抄の乱を元の力で鎮圧 | |               |
| 1274年 | 元 日本侵略のため（元寇）行中書省をおき、高麗、戦艦大小九百艘を造船する。 | 10月文永の役 | 8月 忠烈王    |
| 1275年 | 耽羅国に耽羅國軍民都 達魯花赤(da-ru-qas) 總管が置かれる | |               |
| 1276年 | 通訳とその教育のために通文館を置く | |               |
| 1278年 | 辮髮・胡服令。 | |               |
| 1279年 | | 元 南宋を滅ぼす。 |               |
| 1280年 | 日本に対する遠征（元寇）を遂行する目的で征東行省(忠烈王が長官となる前期征東行省 )を創設 | |               |
| 1281年 | 弘安の役 征東行省を解散 | 高麗の兵船、対馬を侵略する                                                                                           |               |
| 1287年 | 元、高麗に征東行省を設立(後期征東行省)。高麗王を長官に任命 | |               |
| 1289年 | 哈丹(契丹)の寇により都を江華島に移す。 | |               |
| 1291年 | 都を開城に戻す。 契丹の侵入 | |               |
| 1297年 | クビライの娘忽都魯掲里迷失死去。元との関係が壊れる。 | |               |
| 1298年 | 忠烈王廃位 忠宣王退位 元の王妃が趙妃を嫉み誣告（趙妃誣告事件） 忠烈王復位 | | 忠宣王 忠烈王 |
|        | | |               |

## 1300年-1392年
| 年     | 高麗         | 中国及び周辺国! | 高麗王 |
| ------ | ------------ | --------------- | ------ |
| 1308年 |              |                 | 忠宣王 |
| 1313年 |              |                 | 忠粛王 |
| 1330年 |              |                 | 忠恵王 |
| 1332年 |              |                 | 忠粛王 |
| 1339年 |              |                 | 忠恵王 |
| 1344年 |              |                 | 忠穆王 |
| 1349年 |              |                 | 忠定王 |
| 1351年 |              |                 | 恭愍王 |
| 1374年 |              |                 | 王禑   |
| 1388年 | 威化島回軍   |                 | 王昌   |
| 1389年 |              |                 | 恭譲王 |
| 1392年 | 高麗が滅びる |                 |        |